# Samba lando/Vuelvo
Samba lando/Vuelvo, 45 giri, 7", è stato pubblicato nel 1979 dalla etichetta spagnola Movieplay ed è un singolo del gruppo cileno Inti-Illimani.
I due brani presenti provengono entrambi dal loro ottavo LP pubblicato durante l'esilio in Italia, intitolato Canción para matar una culebra.
Sulla copertina è raffigurata la stessa immagine che compare nella copertina del disco dal quale sono estratti i due brani. Il disco ha il codice 01.0451/8, nella sua retrocopertina è presente la scritta "Promoción especial, prohibida su venta" seguita da una introduzione (scritta in spagnolo) all'LP Canción para matar una culebra e alle canzoni ivi contenute .

## Tracce
lato A: Samba lando - (José Seves, Horacio Salinas, Patricio Manns) 
lato B: Vuelvo - (Horacio Salinas, Patricio Manns)